# Aidophus flechtmanni
Aidophus flechtmanni är en skalbaggsart som beskrevs av Dellacasa och Zdzisława Stebnicka 2001. Aidophus flechtmanni ingår i släktet Aidophus och familjen Aphodiidae. Inga underarter finns listade i Catalogue of Life.